# Giekau
Giekau – gmina w Niemczech w kraju związkowym Szlezwik-Holsztyn, w powiecie Plön, wchodzi w skład urzędu Lütjenburg.